# البرلمان الامبراطوري

جميع المجالس الإمبراطورية التي عقدت خلال الإمبراطورية الرومانية المقدسة

البرلمان الامبراطوري كانت الهيئة التداولية للإمبراطورية الرومانية المقدسة. لم تكن الهيئة التشريعية كما نفهمها اليوم، حيث كان أعضاؤها يتصورون أنها أقرب إلى المنتدى الحواري حيث كان التفاوض أكثر أهمية من اتخاذ القرار. كانت الدول الإمبراطورية، وفقا للقانون الإقطاعي، لا يوجد أي سلطة فوقهم إلا سلطة الإمبراطور الروماني المقدس (أو الإمبراطور المنتخب) نفسه. أي أن حكام هذه الإقطاعيات قادرين على ممارسة حقوق وامتيازات كبيرة وكانوا فورية أي يتخذوون القرارات بسلطة الإمبراطور نفسه. يحق لكل حاكم إقطاعية أي حاكم أحد الدول الإمبراطورية بشكل عام صوت واحد في البرلمان، لم يحضر هؤلاء الإقطاعيون جلسات البرلمان بأنفسهم بل أرسلوا ممثلين بدلاً من ذلك. كان البرلمان الإمبراطوري اجتماع دائم للسفراء بين الدول الإمبراطورية.